# Siesta

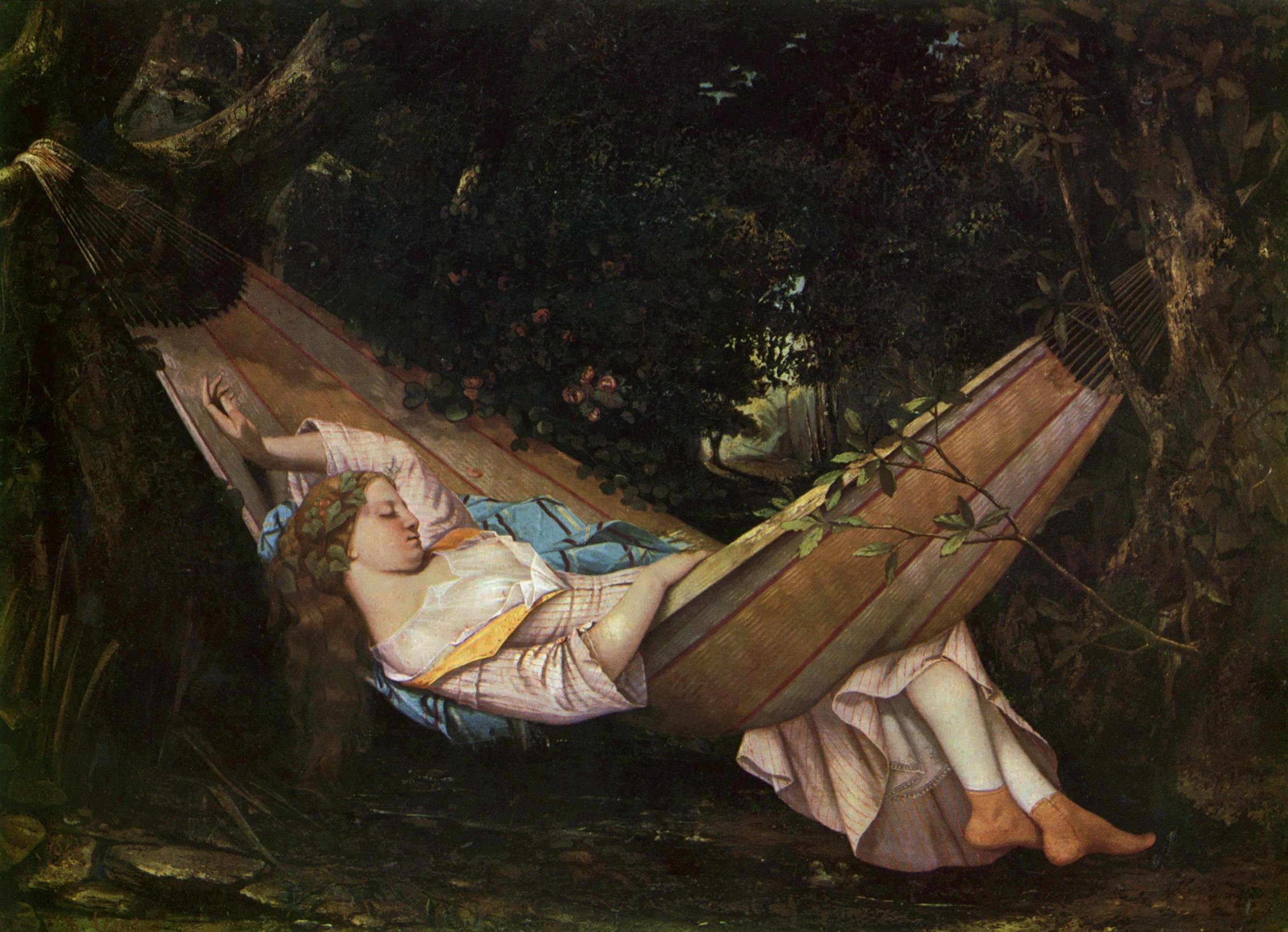
Il quadro di una giovane donna che fa la siesta (The hammock, Gustave Courbet, 1844)

La siesta (pronuncia spagnola /ˈsjesta/) è un breve periodo di riposo fatto nel primo pomeriggio. Tale periodo di sonno è una tradizione comune in alcuni paesi, in particolare quelli appartenenti alle fasce climatiche calde.

## Etimologia
La parola siesta proviene dal latino (hora) sexta che significa "la sesta ora del giorno" e che corrisponde approssimativamente al mezzogiorno per i romani.

## Tipologie
Esistono quattro tipi di siesta:
- Siesta relámpago: meno di cinque minuti. Riduce lo stress e aumenta il livello di energia vitale;
- Siesta relax: tra i cinque e i trenta minuti. È la più praticata e si può fare sia da seduti sia da sdraiati;
- Siesta regia: di trenta minuti o più. È molto efficace se si è stanchi per il cambio di fuso orario dato da viaggi internazionali.
- Cafè-siesta: consiste nel prendere un caffè prima di riposarsi per pochi minuti. La combinazione caffè-riposo potrebbe sembrare paradossale, ma alcuni studi hanno provato che essa porta dei benefici.[1]

## Origini della siesta

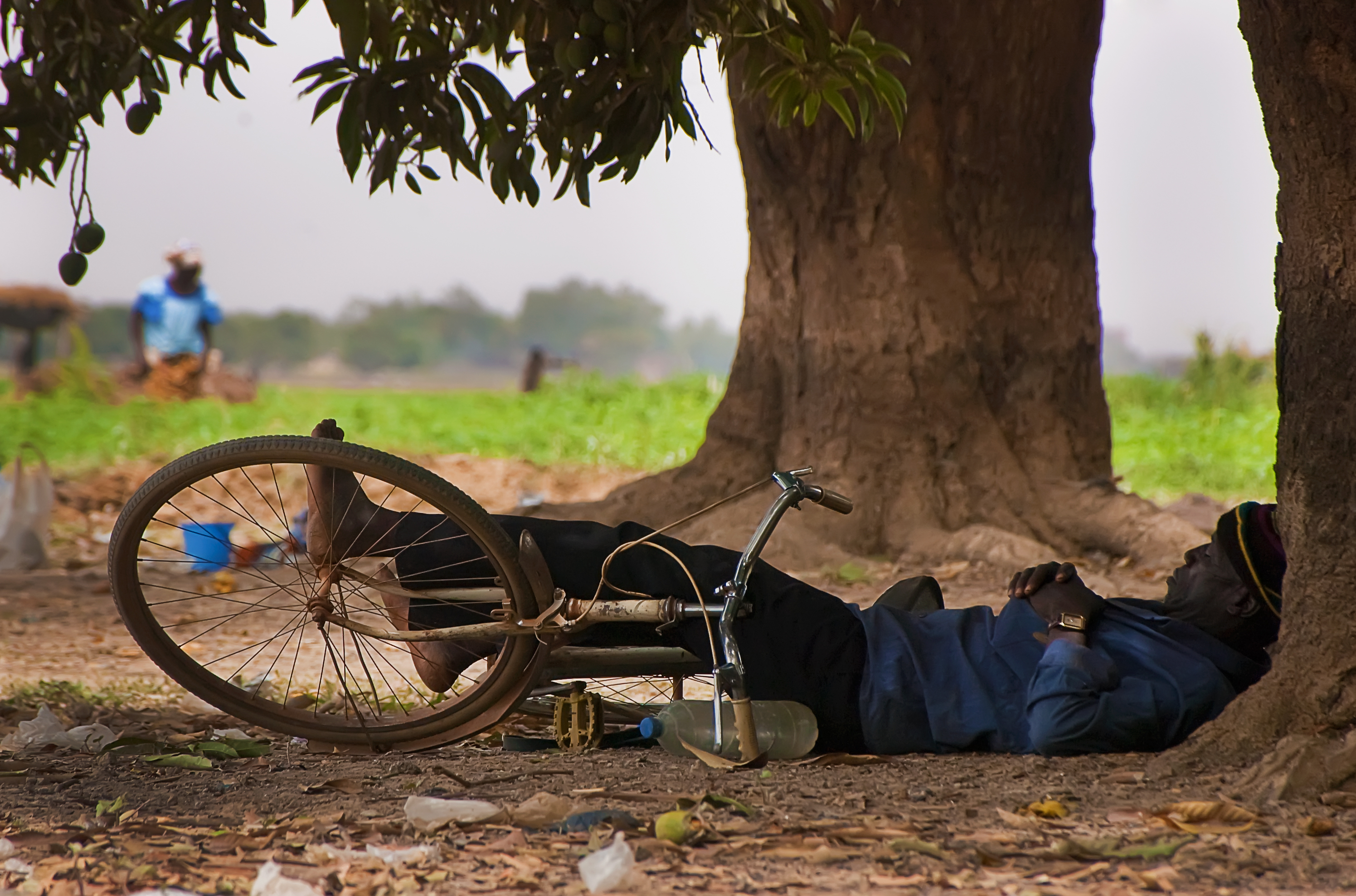
Ouagadougou: siesta all'ombra dei mango

La siesta è il riposo diurno tradizionale della Spagna, e, per mezzo dell'influenza imperiale spagnola, di molti Paesi dell'Hispanidad latinoamericana.
Fattori che spiegano la distribuzione geografica sono soprattutto le alte temperature e l'assunzione di cibo pesante al pasto di mezzogiorno. Questi due fattori combinati contribuiscono alla sensazione di sonnolenza postprandiale. Il sonno di pomeriggio è anche diffuso in Cina, Vietnam, Bangladesh, India, Italia, Grecia, Croazia, Malta, Sud della Francia, Medio Oriente e Nord Africa. In questi paesi, la calura estiva può essere insopportabile nel primo pomeriggio, rendendo ideale una pausa dopo il pranzo.
Il concetto originale della siesta sembra essere stato semplicemente quello di una pausa di mezzogiorno destinata a consentire alle persone di trascorrere il tempo con i loro amici e familiari. È stato suggerito che la lunga durata della siesta moderna risalga alla guerra civile spagnola, quando la povertà portò molti spagnoli che lavoravano in più posti di lavoro, a ritardare i pasti, al pomeriggio e alla sera. Tuttavia, questa ipotesi suona improbabile, visto che la siesta tradizionale è molto comune in America Latina e in altri paesi con influenza ispanica, molto prima della guerra civile spagnola.